# María Currea Manrique
María Currea Manrique (Bogotá, 28 de maio de 1890 — Bogotá, 23 de maio de 1985) foi uma feminista, sufragista, política, enfermeira e jornalista colombiana. Foi fundamental na pressão das leis da Colômbia que reconhecessem o direito das mulheres à cidadania, educação e emancipação. Foi homenageada como a "Mulher das Américas" de 1960 pela Organização dos Estados Americanos e recebeu muitas honrarias durante a sua vida. Durante algum tempo, foi homenageada com um prêmio que incluía o seu nome e era entregue no Dia Internacional da Mulher para as mulheres colombianas, devido ao seu destaque na promoção dos direitos femininos.

## Vida
María nasceu em 28 de maio de 1890, em Bogotá, na Colômbia, filha do general Aníbal Currea e Hersilia Manrique de Currea. Devido à riqueza de sua família, viajou expansivamente pela Europa e pelos Estados Unidos, aprendendo novos idiomas. Apesar da proibição ao ensino superior das mulheres de sua época, graduou-se em enfermagem no Presbyterian Hospital de Nova Iorque. Mais tarde, graduou-se em psicologia e humanidades na Universidade de Sobornne, em Paris, realizando um doutorado. Currea casou-se com Ruperto Aya, um veterano da Guerra dos Mil Dias, que fora essencial para a ampliação dos direitos femininos. Em 1930, um grupo de mulheres piderado por Georgina Fletcher, tentou ganhar direitos de cidadania para mulheres na Colômbia. Até aquele momento, os salários de mulheres eram propriedade de seus maridos, pais ou irmãos;  além disso, não exerciam qualquer tutela sobre os filhos. As mulheres não obtiveram sucesso em 1930, mas dois anos depois, Aya apresentou Currea ao presidente Enrique Olaya Herrera, a quem ela e outras mulheres pressionaram para ajudar a mudar as leis cidadãs para mulheres no país. A Lei 28 da Colômbia, de 1932, reconheceu a cidadania feminina pela primeira vez.
As mulheres continuaram exigindo por direitos e, em 1933, ganharam o direito de obter educação superior. Em 1936, conseguiram o direito de trabalhar em cargos públicos. Currea foi delegada Colômbia na Comissão Interamericana de Mulheres (CIM) de 1938 a 1948. Viveu nos Estados Unidos entre 1937 e 1944. Quando não estava engajada nos trabalhos da Comissão, ensinava espanhol, trabalhava na assistência Henry Street Settlement Home, escrevia para jornais, traduzia artigos e participava de palestras na Colômbia e no exterior. Retornou à Colômbia em 1944, colaborando com a União Feminina da Colômbia (UFC) e a Aliança Feminina da Colômbia, com Lucila Rubio de Laverde. Servindo como presidente da UFC, liderou a organização para lutar não apenas pela emancipação feminina, mas também para lidar com as desigualdades econômicas, juntamente com María Calderón de Nieto, Teresa Cuervo, Saturia García de Álvarez, María Elena Jiménez, Maria Montaña de Rueda Vargas, María Eugenia Rojas, Rosita Turizo de Trujillo e sua filha Beatriz Aya Currea. Durante uma década, apresentaram propostas e projetos que foram revogados por librais e conservadores.
Em 25 de agosto de 1954, as mulheres colombianas ganharam o direito de votar. Juntamente com outros trabalhadores, Currea deu início a uma campanha de porta em porta, registrando as mulheres para votar. Na primeira eleição em que as mulheres puderam votar, no ano de 1957, quase dois milhões de mulheres participaram. Dois anos depois, Currea candidatou-se ao cargo e foi eleita como a primeira vereadora de Bogotá. Seguidamente, foi eleita como a primeira mulher a servir como presidente do conselho local. Em 1960, foi homenageada como a "Mulher das Américas" pela Organização dos Estados Americanos. Em 1969, foi eleita prefeita da cidade de Pacho. Além do trabalho político, Curre afundou a Escola de Enfermagem da Cruz Vermelha e atuou na União dos Cidadãos da Colômbia. Além disso, trabalhou como voluntária da Cruz Vermelha das Damas Cinzentas de Bogotá e integrou o corpo de membros do Conselho a Favor da Família. Morreu em 23 de maio de 1985, em Bogotá.

## Prêmios
Além de seu reconhecimento como "Mulher das Américas", Currea foi premiada duas vezes com a Ordem de Boyaca em 1962 como oficial e em 1978 como comandante. Recebeu a Ordem de Mérito de Serviços Distintos do presidente do Peru em 1972 e, em 1981, foi condecorada com a Medalha da Associação Colombiana das Nações Unidas. Em 2004, uma Ordem Civil de Mérito com seu nome foi estabelecida, a ser entregue no Dia Internacional da Mulher, entregando "à mulheres de nível distrital que se destacou nos campos de direitos sociais, culturais, trabalhistas e de defesa dos direitos humanos, cuja contribuição levou ao desenvolvimento e aperfeiçoamento de vida da comunidade."